# Brettus cingulatus
Espèce
Synonymes
- Brettus albolimbatus Simon, 1900
- Brettus semifimbriatus Simon, 1900

Brettus cingulatus est une espèce d'araignées aranéomorphes de la famille des Salticidae.

## Distribution
Cette espèce se rencontre en Inde, au Sri Lanka, au Bangladesh, en Chine au Yunnan, en Birmanie, en Thaïlande, au Viêt Nam, en Malaisie péninsulaire et en Indonésie à Sumatra,.

## Description
Le mâle décrit par Wanless en 1979 mesure 5,6 mm.

## Publication originale
- Thorell, 1895 : Descriptive catalogue of the spiders of Burma. London, p. 1-406 (texte intégral).